# Lomovoe
Lomovoe (in lingua russa Ломовое) è una città situata in Russia, nell'Oblast' di Arcangelo, più precisamente nel Pleseckij rajon.